# Pascal Wintzer
Pascal Jean Marcel Wintzer (* 18. prosince 1959, Rouen) je francouzský římskokatolický kněz a od 13. ledna 2012 poitierský arcibiskup.